# ТЕС Ельдорадо
21°51′57″ пд. ш. 54°1′20″ зх. д. / 21.86583° пд. ш. 54.02222° зх. д.
ТЕС Ельдорадо — теплова електростанція у бразильському штаті Мату-Гросу-ду-Сул, якою доповнили завод з виробництва цукру та етанолу у муніципалітеті Ріу-Брил’янті.
На момент придбання заводу у 2008 році компанією ETH Bioenergia його енергетичне господарство мало одну парову турбіну потужністю 12 МВт. Не пізніше 2010-го тут встановили два аварійні дизель-генератори з показниками 2,5 МВт та 3,5 МВт, а потім додали ще одну парову турбіну потужністю 12 МВт.
У середині 2010-х стали до ладу дві наступні парові турбіни потужністю по 58 МВт.
Особливістю станції є те, що вона працює на багасі – жомі цукрової тростини (за виключенням аварійних генераторів, які споживають нафтопродукти).
Надлишкова електроенергія постачається зовнішнім споживачам по ЛЕП, розрахованій на роботу під напругою 138 кВ.